# Tsáda
Tsáda är en ort i Cypern.   Den ligger i distriktet Eparchía Páfou, i den västra delen av landet, 90 km väster om huvudstaden Nicosia. Tsáda ligger 619 meter över havet och antalet invånare är 1 043. Den ligger på ön Cypern.